# Nivellea nivellei
Nivellea nivellei là một loài thực vật có hoa trong họ Cúc. Loài này được (Braun-Blanq. & Maire) "B.H.Wilcox, K.Bremer & Humphries" mô tả khoa học đầu tiên năm 1993.